# 栗原民雄

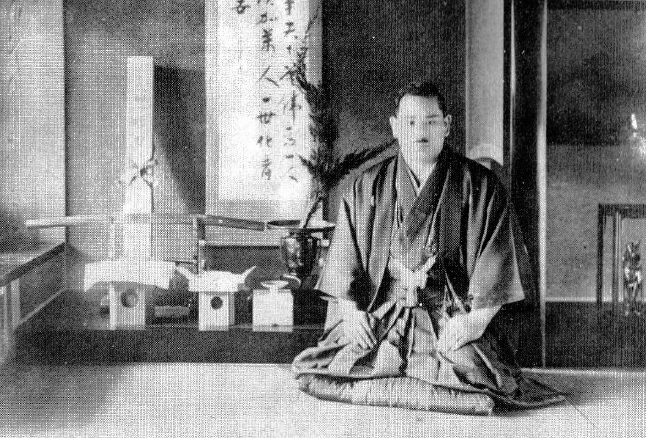
昭和天覧試合の恩賜刀と栗原

栗原 民雄（くりはら たみお、1896年5月21日 - 1979年10月8日）は、日本の柔道家（講道館10段、大日本武徳会範士）。
選手として1929年の御大礼記念天覧武道大会で優勝するなどし、指導者としては武道専門学校主任教授や京都府警察柔道教師を務めた。のちに講道館柔道殿堂にも選ばれている。

## 経歴

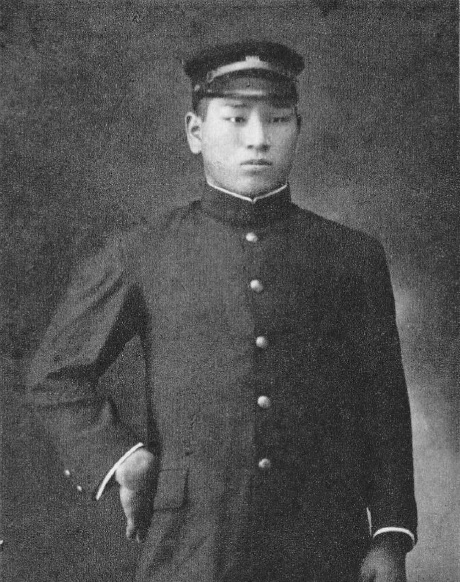
武専生時代の栗原

兵庫県姫路市生まれ。姫路中学校を経て、1915年（大正4年）大日本武徳会武術専門学校に5期生として入学。同期には兼元藤兵衛や山口孫作（のち隆三）らがいた。1917年1月に講道館に入学。1918年（大正7年）3月卒業後、同校研究科に進む。1919年4月、神宮皇學館助教授に就任。
1920年（大正9年）4月、武道専門学校助教授に就任し、翌年教授となる。1929年（昭和4年）、御大礼記念天覧武道大会指定選士の部に出場し、決勝戦で牛島辰熊を破り優勝。翌年、京都府警察部柔道教師を兼務。1934年（昭和9年）、皇太子殿下御誕生奉祝天覧武道大会の審判員並びに特選乱取りに出場した。1948年、講道館九段取得。1951年 京都の栗原道場にて三木庸行を教える。のちに三木は京都代表に選ばれる。1953年7月には教え子の道上伯をフランスに派遣した。1965年10月紫綬褒章を受章。
1979年10月没。